# Anne Holtrop
Anne Holtrop (* 1977 in Tiel) ist ein niederländischer Architekt.

## Werdegang
Anne Holtrop studierte bis 2005 Architektur an der Academie van Bouwkunst Amsterdam und gründete 2009 ein Architekturbüro in Amsterdam, später in Muharraq. Holtrop lehrte an der Amsterdamer Architekturakademie, am Sandberg Institute, der Porto Academy, als Gastprofessor an der Accademia di Architettura di Mendrisio (2016–18) und als außerordentlicher Professor an der ETH Zürich (2018–24). Er heiratete die arabische Architektin und Kuratorin Noura Al Sayeh Holtrop.

## Bauwerke
Die Bauten von Studio Anne Holtrop wurden von Bas Princen fotografiert.
- 2015: Bahrain Pavilion, Expo 2015 Mailand mit Noura Al Sayeh Holtrop und Mario Monotti
- 2015: Museum Fort Vechten, Utrecht[2]
- 2019: Postamt, Bahrain mit Mario Monotti[3]
- 2020: Depot, Bahrain mit Mario Monotti[4]

## Auszeichnungen und Preise
- 2007: Charlotte-Köhler-Preis des Prinz-Bernhard-Kulturfonds
- 2016: Nominierung – Swiss Architectural Award[5]
- 2017: Nominierung – EUMiesAward für Museum Fort Vechten, Utrecht[6]
- 2018: Nominierung – Swiss Architectural Award

## Ausstellungen
- 2016: Architekturbiennale Venedig
- 2017: Chicago Architecture Biennial
- 2021: Architekturbiennale Venedig[7]

## Ehemalige Assistenten
- Philipp Wündrich[8][9]

## Bücher
- El Croquis 206 Studio Anne Holtrop 2009–2020
- 2G N.73 Studio Anne Holtrop. Walther König Verlag, Köln 2016 mit einem Vorwort von Valerio Olgiati